# Martin Rörby
Martin Rörby, född 11 augusti 1964, är svensk arkitekturhistoriker och skribent. Han är verksam i den egna firman Martin Rörby Arkitektur & Form och knuten som senior rådgivare till Birthe & Per Arwidssons stiftelse, där han 2014–2016 också var den första verksamhetschefen. Mellan 2004 och 2014 var han sekreterare och kanslichef i Rådet till skydd för Stockholms skönhet, Skönhetsrådet, den åttonde i ordningen sedan starten 1919. I den rollen kritiserade han bland annat byggprojekten Stockholm Waterfront, Tors torn och Nya Slussen.
Martin Rörby har tidigare varit knuten till Arkitekturmuseet och Stockholms universitet. Han har gjort utställningar om arkitekterna Georg A. Nilsson och Ferdinand Boberg, liksom om Stockholms city och Sergels torg. Därutöver har han ägnat sig åt alltifrån det tidiga 1900-talets skolbyggnader till miljonprogrammets bostäder och samtida glasarkitektur.
Martin Rörby har skrivit ett flertal artiklar, uppsatser och böcker i arkitekturrelaterade ämnen och 2003 disputerade han på en avhandling om arkitekten David Helldén. Tillsammans med fotografen Tove Falk Olsson har han utforskat den senmodernistiska arkitekturen, vilket resulterat i böckerna ”Sthlm Brutal” (2015) och ”Sverige Brutal” (2018). För närvarande arbetar han bland annat med en studie över de för bilarna särskilt skapade byggnaderna och miljöerna med titeln ”Bilens arkitektur”, samt en bok om cityområdet i Stockholm med fokus på de förändringar som nu pågår. 
Martin Rörby är verksam som föreläsare och debattör i arkitektur- och stadsutvecklingsfrågor. Han medverkar återkommande i SVT:s program med arkitekturinslag från Sverige och världen, bland annat reportageserien ”Arkitekturens pärlor” (sju säsonger 2009–2015 tillsammans med journalisten Christoffer Barnekow och fotografen Benjamin Jónsson, numera Benjamin Sandvold). Dessutom finns han med bland experterna i de två första säsongerna av infotainmentserien ”Historieätarna” (2012 och 2014), liksom i ”Bandet och jag” (2019). 
Martin Rörby är sedan 2017 ledamot av Sveriges Arkitekters, SA:s, Akademi för Kulturmiljö. Hösten 2018 belönades han av Stockholms Byggnadsförening med Olle Engkvist-medaljen för sina folkbildande insatser inom arkitektur- och stadsbyggnadsområdet.